# ハロルド・スコット・マクドナルド・コクセター
ハロルド・スコット・マクドナルド・コクセター（Harold Scott MacDonald Coxeter, 1907年2月9日 - 2003年3月31日）は、イギリス生まれの数学者。

## 人物
ロンドンに生まれ、ケンブリッジ大学を1928年に卒業、1931年に同大学院から数学のPh.D.を取得後、カナダのトロント大学に就任する。専門は幾何学であり、不連続群や多胞体の研究で先駆的な業績を残した。また、数学の抽象化が称揚された時代の中、イメージ豊かな幾何学の探究を続けており、「現代のユークリッド」とも称される。
エッシャーにポアンカレ円板などについて幾何学に基づいたアドバイスを行った。1950年に王立協会フェロー選出。